# 흑산 최익현유적지
흑산 최익현유적지는 전라남도 신안군 흑산면 예리, 천촌마을에 있다. 2000년 1월 31일 신안군의 향토유적 제25호로 지정되었다.

## 개요
고종대 문신이자 항일의병장인 최익현의 유배 흔적을 확인할 수 있다.